# Aimi (Tottori)
Aimi (jap. 会見町, -chō) war eine Stadt im Saihaku-gun in der japanischen Präfektur Tottori.

## Geschichte
Aimi schloss sich am 1. Oktober 2004 mit der Chō Saihaku (西伯町, -chō) unter dem neuen Namen Nanbu (南部町, -chō) zusammen.